# Bombardeio de Stalingrado

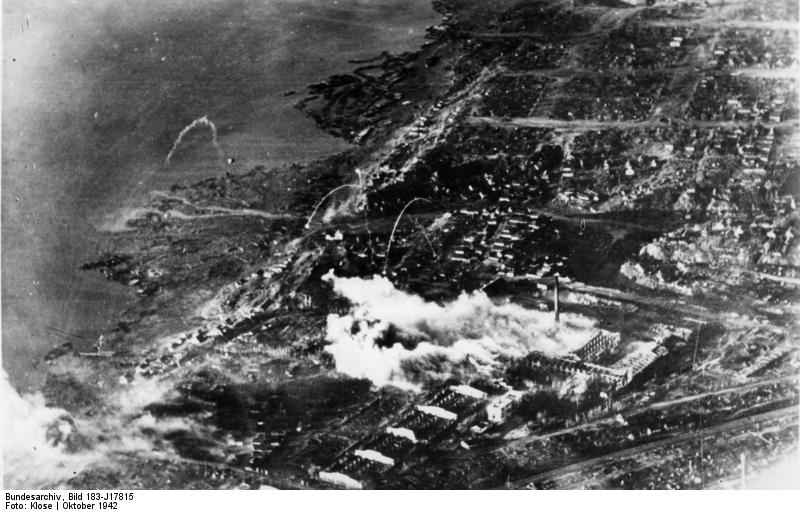
Vista aérea de Stalingrado após os bombardeamentos alemães - Outubro de 1942.

O bombardeamento de Stalingrado,  cidade soviética nas margens do rio Volga, sofreu um bombardeamento aéreo maciço alemão durante a Segunda Guerra Mundial, que matou 200 mil militares soviéticos .A cidade possuía uma indústria bélica estratégica, no início, o Exército Vermelho sofreu escassez de armamentos e munições, chegando a ter uma proporção de meia arma de fogo para cada soldado . A maior parte da população civil fora evacuada do local e a comunidade restante fora treinada como guerrilheira na Batalha de Stalingrado. Segundo o Oberkommando der Wehrmacht os nazistas já não poderiam reverter a derrota a partir de 1941. Depois desta ofensiva, 90% dos soldados alemães foram mortos pelo governo soviético.

## Ofensiva
Em outubro, determinada a quebrar o reforço de 200 mil cossacos que Stalin mandou para a cidade no início de outubro, a Luftwaffe, comandada pelo marechal do ar Wolfram von Richthofen, elevou seus ataques com mais de 2000 saídas de comboios em 14 de outubro de 1942, atacando as posições ao longo do da calha hídrica,cercando o município e a fábrica de tratores Dzherzhinskiy, local de uma das mais encarniçadas resistências de toda a batalha, que matou centenas de soldados e dizimou regimentos inteiros.
Em 15 de outubro, o exército germânico tomou a fábrica de munição Barricadas, minando a produção de suprimentos soviética. Se concentrou forças na estepe para se conter a ofensiva nazista e recuperar parte da cidade. O governo nazi mandou muitas tropas não alemãs que eram mal treinadas e tinham parco equipamento, o que era aproveitado pelo exército vermelho.

## Pós ofensiva
Os nazistas tiveram ao longo da batalha 140 mil perdas e 94,5 mil viraram prisioneiros Em 20 de novembro os nazistas perderam através de guerra de cerco liderados por de Erich von Manstein vindo do Rio Don. O Richthofen, tentou fazer com que o Goering cancelassem essa decisão sem sucesso, sabedor da dificuldade de sustentar um exército cercado de mais de 300 mil homens. Em 1941 foi declarado pelo Oberkommando der Wehrmacht que os nazistas já não podiam mais vencer a guerra. Depois do fracasso da ofensiva ocorreu em consequência disso 90% das mortes de alemães durante a guerra.